# وانگ چنگی
وانگ چنگی (انگلیسی: Wang Chengyi؛ زادهٔ ۱۷ ژوئیهٔ ۱۹۸۳) تیرانداز اهل چین است.